# Davington
Davington är en stadsdel i Faversham, i civil parish Faversham, i distriktet Swale, i grevskapet Kent, i England. Davington var en civil parish fram till 1935 när blev den en del av Faversham, Oare och Luddenham. Civil parish hade 173 invånare år 1931.